# دوفي إيغبرتس
دوفي إيغبرتس Douwe Egberts علامة تجارية هولندية للقهوة.
تأسست في يوري في  هولندا على يد دوفي إيغبرتس، باسم دو فيتي أوس De Witte Os (الثور الأبيض)، وكان في الأساس محل بقال.
ثم تخصصت الشركة لاحقاً في الشاي والقهوة والتبغ. ثم غيرت اسمها إلى دوفي إيغبرتس عام 1925.